# Solncevskaja bratva
La Solncevskaja bratva, o Fratellanza Solncevskaja (in russo Солнцевская братва?, Brigata del Sole), è una potente organizzazione criminale russa originaria di Mosca.
È tra le più pericolose organizzazioni criminali al mondo e, sebbene sia considerata una delle più potenti tra i gruppi criminali della mafia russa, è difficile appurare per le forze dell'ordine quanto siano forti e influenti, dal momento che alcuni criminali si dichiarano, senza esserne affiliati, appartenenti alla Solncevskaja per incutere paura ed essere rispettati.
Nel 1998 furono stimati circa 5000 membri operanti in almeno 32 paesi, tra cui gli Stati dell'Unione europea, del Nord America, Israele e il Sudafrica.

## Storia
L'organizzazione nacque a metà degli anni ottanta con l'ascesa del mafioso Sergej Michajlov Michas e del compagno criminale Viktor Averin. Scelsero di ignorare i codici e le linee guida dei criminali russi tradizionali i Vor v zakone o ladri nella legge e si basarono su uno stile più occidentale, con Michas che preferiva essere chiamato imprenditore piuttosto che vor, appellativo dei capi criminali russi; anche se fu istituita una disciplina ferrea e non furono esclusi Vor v zakone dalle attività del gruppo. Infine, i gruppi criminali sotto il controllo del sindacato controllavano virtualmente l'intero sud-ovest della città. L'organizzazione si fuse con l'influente banda Orechovskaja capeggiata dal ladro nella legge Timofeev. L'unione fu parzialmente un risultato della paura di una guerra con i gruppi della mafia cecena e di altri gruppi meridionali.
Nel 1989-1990, gli arresti di vari capi-banda incluso Michajlov azzoppò l'organizzazione. Diversi criminali di alto grado dell'organizzazione provarono a formare delle loro bande separate ma finirono per essere uccisi, incluso Aleksandr Bezuvkin (ucciso nel 1990), Dima Šarapov, Valera Merin, "Edik il frigorifero", Uzbek Lenja e Abramov "Dispatcher" (tutti uccisi nel 1993). Nel 1994, un incontro fra i boss russi fu tenuto a Vienna, subito dopo che Timofeev fu ucciso quando una bomba nella sua auto esplose vicino alla casa del primo ministro russo. Il nuovo capo divenne Igor' "Maks" Maksimov ucciso però nel febbraio del 1995. Tuttavia malgrado tutti gli omicidi, dal 1996, la bratva non solo ha riottenuto la sua forza persa all'inizio degli anni novanta, ma oggi è diventata una delle organizzazioni più forti in Russia. Michajlov ha usato la morte di Timofeev come un'opportunità per prendere il controllo degli affari precedentemente di proprietà della Orechovskaja.
Dal 1995 si stima che il gruppo Solncevskaja controlli legittimamente circa 120 aziende a Mosca, in Crimea e a Samara. Hanno fatto affari anche all'estero. Nel 1993, i membri dell'organizzazione incontrarono un altro boss potente, Semen Mohylevyč per commerciare in contrabbando di oggetti d'arte rubati da chiese e musei in Europa Centrale e Orientale. Nel 1996 Michajlov fu arrestato in Svizzera. Sebbene fosse in prigione in attese del processo, e i procuratori stavano ricostruendo il suo caso, un numero di testimoni chiave non parlò e in mancanza di prove evidenti le autorità russe furono costrette a rilasciarlo; ancora oggi è in libertà. Tra il 1997 e 1998, la presenza di Michajlov, Semen Mohylevyč e altri affiliati con la mafia russa dietro la società pubblica, YBM Magnex International Inc., hanno fatto transazioni commerciali alla Borsa di Toronto.

## Stati Uniti
Da un rapporto statunitense del 2008, è stata rivelata una presenza dell'organizzazione a San Francisco che opera con i cartelli della droga locali, ma è anche coinvolta in riciclaggio di denaro, prostituzione, frodi di carte di credito, traffico di esseri umani, di armi e altre attività illegali.

## Attività all'estero
Negli anni '90, i Solncevskaja inviò Vjačeslav Ivan'kov a Brighton Beach, New York City e Michail Odenussa ad Atlanta, in Georgia, per prendere il controllo delle attività della criminaltà russa. L'FBI fu avvisato della presenza di Ivan'kov, tuttavia, e dopo una lunga indagine fu arrestato e condannato per estorsione, diventando il primo boss ad essere condannato negli Stati Uniti. Sebbene Ivan'kov non abbia avuto successo, la sua controparte Odenussa controlla il crimine organizzato russo ad Atlanta da oltre 20 anni, evitando al contempo azioni penali. Odenussa ha avuto una presa salda sulla città, con un esercito di assassini a sostenerlo. Sebbene non siano grandi come i cartelli della droga del Messico che hanno mandato uomini a cercare di aprire un negozio ad Atlanta, Odenussa e le sue coorti hanno espulso i cartelli della droga messicani e le bande afroamericane ad Atlanta. I Solncevskaja sono stati attivi anche in Israele, utilizzandolo principalmente come base per il riciclaggio di denaro. Ma i tentativi di infiltrarsi nella politica israeliana sono stati contrastati da vigili forze dell'ordine. 
L'organizzazione è anche coinvolta nel commercio internazionale di cocaina, con i suoi legami con i cartelli della droga colombiani mediati dal clan mafioso Cuntrera-Caruana.

## Stato attuale e attività recenti
Secondo gli Stati Uniti, come pubblicato durante lo scandalo Wikileaks del 2010, la banda Solncevo continua le operazioni di racket sotto la protezione dell'FSB.